# Ptenochirus wetmorei
Ptenochirus wetmorei är en däggdjursart som beskrevs av Taylor 1934. Den ingår i släktet Ptenochirus och familjen flyghundar. Populationen listades fram till 2019 tillsammans med Megaerops albicollis som en art.

## Beskrivning
Arten har silvergrå päls på ovansidan, med ljusbruna spetsar på pälshåren. Hanen har stora, vita pälstussar vid nackens sidor. Det hundliknande huvudet har en bred nos med korta rörformiga näsborrar, stora ögon och en något mörkare päls än ryggsidan. Buksidan är å andra sidan ljusare. Fladdermusen är liten, med en kroppslängd mellan 7,4 och 8,1 cm. Svansen är mycket kort, 3 till 5 mm. Vikten varierar mellan 16 och 21 g. Flyghuden har en brun färg och nära underarmarna samt på svansflyghudens ovansida finns några vita hår. Svansflyghuden är vid benen bred och i mitten smal.

## Underarter
Sedan uppdelningen i två arter listas inga underarter.

## Utbredning
Denna flyghund förekommer på södra Filippinerna på Mindanao.

## Ekologi
Arten har endast påträffats på höjder mellan 800 och 1 200 meter över havet. Man tror inte att den går högre än 1 500 meter. Habitatet utgörs av urskog och lätt störd kulturskog.
Arten är nattaktiv, och antas leva på frukter och nektar.
Honan föder bara en gång om året, och ungen tar upp till två år att nå könsmognad. Dräktiga honor med en embryo hittades i april.

## Hot
Skogsröjningar och bränder utgör det största hotet mot beståndet. Enligt uppskattningar minskar hela populationen med lite mer än 30 procent över tre generationer. I utbredningsområdet ligger Mount Kitanglad Range Natural Park. IUCN kategoriserar populationen på Mindanao inte efter uppdelningen.